# Соомере, Тармо Эрихович
Тармо Соомере (эст. Tarmo Soomere, род. 11 октября 1957, Таллин) — эстонский учёный в области прикладной математики и организатор науки. Президент Эстонской академии наук (2014).

## Биография
Отец Тармо Соомере был слесарем, а мать — бухгалтером.
Тармо окончил среднюю школу Кохила в 1974 году, на два года раньше своих сверстников, потому что пошёл в школу годом раньше и бросил школу, чтобы избежать издевательств со стороны одноклассников.
Школьником показал успехи в математике. В восьмом классе (1971) занял третье место на Всероссийской математической олимпиаде, в десятом классе (1973) первое место и как ассистент (1974) второе место.
К окончанию средней школы Соомере имел успехи в соревнованиях среди эстонских школьников по спортивному ориентированию и выигрывал всесоюзные соревнования по топографическому картографированию (в команде с Лембитом Таммару и Ээриком Лаанметсом).
Начал изучать математику в 1974 году на математическом факультете Тартуского государственного университета. Оттуда он в 1977 году перешёл на механико-математический факультет МГУ, специализировался на дифференциальных уравнениях. После окончания университета в 1980 году, с 1980 по 1983 год он прошёл стажировку в Институте океанологии им. П. П. Ширшова в Москве. Там, в 1984 году, он защитил кандидатскую диссертацию по физико-математическим наукам. В 1983 году начал работать исследователем в Таллине. В 1992 году защитил докторскую диссертацию по математике в Тартуском университете, тема диссертации — «Кинетическая теория волн Россби».
Во время учёбы в университете и аспирантуры он еженедельно проводил сеансы звукозаписи в Таллинской церкви Святого Духа в Соомере, а также в других церквях Эстонии, привозил пишущие машинки с латинским алфавитом из Москвы, переводил и распространял теологические и другие сочинения и делал другую церковную работу. Отправка его на учёбу в Москву также была возможностью избавиться от нежеланного студента в глазах чиновников.
12 декабря 2007 года он был избран членом Эстонской академии наук, а в 2009 году членом Европейской академии (Academia Europaea).
В 2014 году избран президентом Эстонской академии наук. Вторым кандидатом был Март Устав. Инаугурация состоялась 28 января 2015 года.

## Политическая карьера

### Общественно-политическая активность
Выступает за активное международное научное сотрудничество. Занимает активную общественную позицию, выступает с заявлениями по проблемам климата, о рационально использовании недр, о событиях в эстонском обществе.
Высказывался за легализацию двойного гражданства в Эстонии, высказывался в поддержку однополых браков.

### Президентская кампания (2021)
В марте 2021 года в интервью Эстонcкому национальному радиовещанию Тармо Соомере сообщил о готовности баллотироваться на пост главы государства, если политики обратятся к нему с таким предложением.
18 июня 2021 года председатель Центрийской партии Юри Ратас в интервью эстонскому радио заявил, что не планирует баллотироваться на должность президента, а сам он поддерживает кандидатуру Тармо Соомере. 29 июля спикер Рийгикогу Юри Ратас пригласил председателей парламентских партий, чтобы представить им кандидатуру Тармо Соомере на пост президента республики. После переговоров Соомере сказал, что хочет продолжить свой путь к тому, чтобы стать кандидатом в президенты.
2 августа 2021 стало известно, что парламентская коалиция Центрийской партии и Партии реформ поддерживает Соомере и называет его сильным кандидатом.
6 августа 2021 года после совещания председателей партий Рийгикогу стало известно, что Тармо Соомере не находит поддержку минимум 68 парламентариев, необходимых для избрания его президентом.

### Высказывания
Роль Академии наук – чувствовать опасности, которых нам не избежать в будущем, превентивно уменьшить влияние человеческих ресурсов и дать совет даже тогда, когда не умеют задать вопрос

## Награды и премии
- Премия Европейского геофизического общества за публикации молодых ученых (1993)
- Премия Эстонской Республики за научные исследования (в области инженерных наук) (2002)
- Человек года по мнению газеты Postimees (2005)
- Премия Балтийской ассамблеи в области науки (2007)
- Медаль Балтийских академий наук за выдающиеся результаты сотрудничества в области морских наук в Эстонии, Латвии и Литве (2013)
- Премия друзей научной журналистики Окул (2013)
- Премия Эстонской Республики (технические науки) за цикл исследований «Количественная оценка и минимизация угроз с моря в контексте побережья Балтийского моря» (2013)
- Орден Белой звезды III степени (2014)
- Юбилейная медаль, посвящённая 70-летию Национальной Академии наук Азербайджана (2016)[15]
- Друг прессы по мнению Эстонского союза газет (2017)
- Гербовый знак Таллина (2018, 2021)

## Семья
Во время учёбы в Москве познакомился с Сирье Элевант (1957—2005), которая училась в то же время в Москве, а позже стала психологом в Тартуском университете, с 1988 года работала под руководством профессора Пеэтера Тульвисте. Общий сын Эрих родился 10 сентября 1986 года.